# Valley View (Ohio)
Pour les articles homonymes, voir Valley View.
Valley View est un village américain situé dans le comté de Cuyahoga, dans l'Ohio. Selon le recensement de 2010, sa population est de 2 034 habitants.